# Isla Khong
Don Khong o Isla Khong es una isla de la provincia de Champasak, a sur de Laos, localizada en el río Mekong, en el área de Si Phan Don.

## Geografía
La isla posee 18 kilómetros (11 millas) de largo (norte-sur), y 8 kilómetros (5.0 millas) en su punto más ancho. Tiene una población de aproximadamente 55.000 personas, concentradas principalmente en dos aldeas Muang Saen (oeste) y Muang Khong (este).
Isla Khong es un sitio natural muy visitado y de turismo cultural. También es famoso por el cultivo del arroz y la pesa. Isla Khong está organizado en un distrito que forma parte de la provincia de Champasak. Está formado por 131 aldeas (de acuerdo a las estadísticas de 2005). Las cataratas Khone Phapheng también se encuentran aquí.